# 레이 찰스 (1918년)

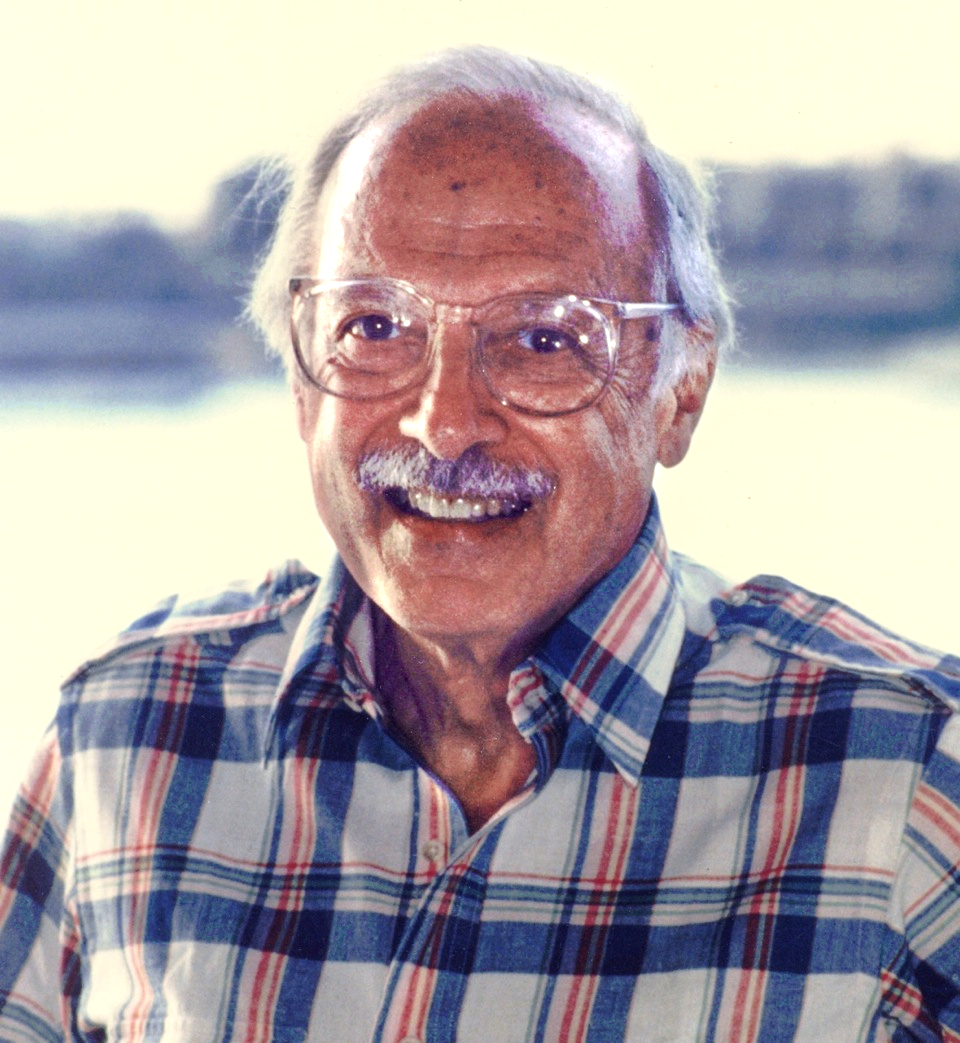
1975년

레이 찰스(Ray Charles, 본명: Charles Raymond Offenberg, 1918년 9월 13일 ~ 2015년 4월 6일)는 페리 코모의 레코드와 텔레비전 쇼를 35년 간 장식한 레이 찰스 싱어스(Ray Charles Singers)의 리더로 알려진 미국의 음악가, 가수, 송라이터, 지휘자이다.

## 생애
1918년 시카고 태생이다.

### 레이 찰스 싱어스
레이 찰스 싱어스(The Ray Charles Singers)는 오랫동안 텔레비전 프로 '페리 코모 쇼' 레귤러로 출연하여 인기가 좋았다. 백인다운 산뜻한 혼성 합창단으로 편성은 16-20명 내외였다. 이 그룹은 레코딩용으로 편성되었으나 1954년부터 '페리 코모 쇼'에 출연하였다. 코모와의 히트 레코드도 많으며 소프트하고 아름다운 코러스이다.

## 디스코그래피

### 싱글
| 연도 | 싱글                              | 차트 순위 | 차트 순위 |
| 연도 | 싱글                              | 핫 100    | AC        |
| ---- | --------------------------------- | --------- | --------- |
| 1955 | "Autumn Leaves"                   | 55        | -         |
| 1964 | "Love Me With All Your Heart"     | 3         | 1         |
| 1964 | "Al-Di-La"                        | 29        | 4         |
| 1964 | "Till the End of Time"            | 83        | 18        |
| 1964 | "One More Time"                   | 32        | 7         |
| 1965 | "This Is My Prayer"               | 72        | 15        |
| 1965 | "My Love, Forgive Me"             | 124       | 17        |
| 1966 | "One of Those Songs"              | 134       | 13        |
| 1966 | "Promises"                        | -         | 39        |
| 1967 | "Step By Step"                    | -         | 31        |
| 1967 | "Little By Little and Bit By Bit" | 135       | 6         |
| 1968 | "I Can See It Now"                | -         | 39        |
| 1970 | "Move Me, O Wondrous Music"       | 99        | 26        |